# Geissospermum
Geissospermum es un género con seis especies de plantas de flores de la familia Apocynaceae. Originario del sur de América tropical.
Se distribuye por Guayana Francesa, Guyana, Surinam, Venezuela, Perú y Brasil.

## Taxonomía
El género fue descrito por Francisco Freire Allemão y publicado en Plantas Novas do Brasil 707. 1846.

## Especies
- Geissospermum argenteum
- Geissospermum laeve
- Geissospermum ramiflorum
- Geissospermum reticulatum
- Geissospermum sericeum
- Geissospermum urceolatum